# Ancestreuma principale
Ancestreuma principale är en mångfotingart som beskrevs av Sergei I. Golovatch 1977. Ancestreuma principale ingår i släktet Ancestreuma och familjen Diplomaragnidae. Inga underarter finns listade i Catalogue of Life.